# ماروماندیا
ماروماندیا (به لاتین: Maromandia) یک منطقهٔ مسکونی در ماداگاسکار است که در بخش انالالاوا واقع شده‌است. ماروماندیا ۳۴٬۰۰۰ نفر جمعیت دارد و ۴۸ متر بالاتر از سطح دریا واقع شده‌است.